# 武藤千秋
武藤 千秋（むとう ちあき、1908年（明治41年）10月29日 - 1991年（平成3年）8月18日）は、実業家である。元栗本鐵工所専務取締役・顧問を務める。岡山県高梁市出身。

## 経歴

### 生い立ち
1908年（明治41年）岡山県に出生する。地元に近い旧制岡山県立高梁中学校（現：岡山県立高梁高等学校）に進学する。1927年（昭和2年）に同校を卒業する。同年、旧制第六高等学校理科甲類へ進学する。その後、1930年（昭和5年）同校を卒業し、京都帝国大学工学部へ進学する。1933年（昭和8年）3月、工学部採鉱冶金学科を卒業する。

### 卒業後
京大卒業後、栗本鐵工所へ就職する。入社後、臨時建設部次長を経て、1954年（昭和29年）に材料研究部次長、1957年（昭和32年）研究所長・技術部長となり。高マンガン鋼鋳物の製造について研究を行っている。その後、研究部長兼取締役となり、1968年（昭和43年）同社の常務取締役となる。同年、紫綬褒章を受賞する。1971年（昭和46年）専務取締役に就任する。
この他、日本鋳造工学会理事を務め、1972年（昭和47年）には、同学会から功労賞を授与される。1977年（昭和52年）68歳のときに専務を退任し同社の顧問となる。翌年、新日本鋳鍛造協会の副会長となり、その後、日本鋳造工学会の名誉会員となる。
1991年（平成3年）8月18日、82歳で死去。